# Rosa Blanca (película)
Rosa Blanca es una película de 1961 con Ignacio López Tarso que llegó a ser censurada por el gobierno mexicano. Relata la codicia de las corporaciones extranjeras (en vísperas de la expropiación petrolera), su poco respeto por la dignidad humana al despojar y asesinar a la gente, con "la ley" a su favor, para apoderarse de sus tierras y así capitalizar el oro negro.

## Sinopsis
Es la historia de un campesino habitante de la región conocida como la huasteca veracruzana en cuya hacienda de su propiedad llamada Rosa Blanca se encuentra petróleo, lo que le ocasiona un conflicto muy serio con las compañías petroleras estadounidenses instaladas en la zona, ya que éstas intentan a toda costa de apoderarse de sus tierras pese a la negativa de éste de vendérselas. Durante la trama se desarrolla una invitación muy cordial por parte de los directivos de la compañía petrolera a los Estados Unidos en donde tratan de diferentes maneras de convencerlo de que venda la hacienda. Como esto no sucede, cuando regresa a México, es desaparecido y nunca más retorna a casa. Días después la compañía petrolera toma posesión de la hacienda empezando la destrucción de la misma y la formación del campo petrolero para la explotación. La cinta hace referencia en su secuencia final y con enfoque documental e histórico a la expropiación petrolera decretada por el entonces presidente de la república, general Lázaro Cárdenas, el 18 de marzo de 1938.

## Reparto
- Ignacio López Tarso
- Christiane Martel
- Reinhold Olszewski
- Rita Macedo
- Begoña Palacios
- Carlos Fernández
- John Kelly
- Luis Beristáin
- Tony Carbajal
- Alejandro Ciangherotti
- Fernando Wagner
- Katherine Welsh
- Claudio Brook
- George Neale
- Pedro Galván
- Eugenio Rossi
- David Reynoso
- Aurora Clavel
- José Torvay
- Enrique Lucero.

## Antecedentes
En 1961, durante el mandato presidencial de Adolfo López Mateos el equipo creativo conformado por Roberto Gavaldón y B. Traven (autor de Macario, Canasta de cuentos mexicanos, y otras obras costumbristas), decidió hacer una polémica cinta- basada en una novela del propio Traven, La Rosa Blanca.
Adaptada al cine por Emilio Carballido y el propio Gavaldón, no quisieron errarle al éxito y de nuevo llamaron al extraordinario actor Ignacio López Tarso para filmar esta historia situada unos años antes, y justo en uno de los momentos históricos más importantes de México: la expropiación del petróleo de 1938.
Rosa Blanca corrió con la misma suerte (es decir, censura) que otras películas que mostraban la parte de nuestra realidad, corrupción  y tocaba fibras sensibles a nivel político -y ésta en particular- que enseñaba cómo las compañías petroleras explotaban a los pequeños propietarios en México. Por esta razón la película sería estrenada en 1972 cando el Gobierno de Luis Echeverría levantó el veto.

## Premios
En 1973 la cinta fue nominada a 2 premios Ariel uno de los cuales le fue otorgado  a Ignacio López Tarso como mejor actor.